# Chakuza
Chakuza, pseudonimo di Peter Pangerl (Linz, 22 febbraio 1981), è un rapper austriaco, attivo in Germania.

## Biografia
Chakuza inizialmente non si interessava per la musica, infatti si diplomò in una scuola alberghiera come cuoco. Dopo il diploma, insieme al suo amico DJ Stickle, fondò uno studio per produrre Hip Hop Beat: Beatlefield. I due produttori furono presi nel 2005 sotto contratto dall'etichetta ersguterjunge. In quel periodo fu scoperto dal rapper Bushido di avere grandi doti da rapper. Nell'aprile del 2006 appare il suo collaboalbum insieme a DJ Stickle, Suchen & Zerstören. Agli inizi di ottobre apparve un altro album in collaborazione con Chakuza insieme a Bizzy Montana, intitolato Blackout che raggiunse il 69º posto nelle classifiche tedesche.
Il 2 marzo del 2007 apparve il suo primo album da solista City Cobra che raggiunse il 10º posto nelle classifiche tedesche. Il 16 maggio del 2008 apparve il suo secondo album da solista, Unter der Sonne, raggiungendo il 9º posto in classifica. Ciò segnalò che Chakuza era diventato un grande rapper all´interno della ersguterjunge.
Il 16 aprile 2010 venne pubblicato il suo 3º album da solista Monster in mir attraverso l'etichetta ersguterjunge. Poco prima pubblicò il Singolo Monster.
Dal 2006 al 2010 Chakuza ha vissuto a Berlino, dopo di che è tornato nella sua città natale, Linz. Durante questo periodo era sotto contratto nella etichetta ersguterjunge. Ha giustificato l'abbandono del´etichetta dal fatto che lui ora vuole operare in modo indipendente.

## Discografia

### Album studio
| Anno | Titolo          | Album Charts | Album Charts | Album Charts |
| Anno | Titolo          | GER          | AUT          | CH           |
| ---- | --------------- | ------------ | ------------ | ------------ |
| 2007 | City Cobra      | 10           | 41           | -            |
| 2008 | Unter der Sonne | 9            | 13           | 29           |
| 2010 | Monster in mir  | 8            | 3            | 26           |
| 2013 | Magnolia        | 5            | 3            | -            |

### EP
| Anno | Titolo              | Classifica album | Classifica album | Classifica album | Nota |
| Anno | Titolo              | GER              | AT               | CH               | Nota |
| ---- | ------------------- | ---------------- | ---------------- | ---------------- | ---- |
| 2003 | Verbales Fadenkreuz | -                | -                | -                |      |
| 2011 | Lost Tapes          | -                | -                | -                |      |

### Album in collaborazione
| Anno | Titolo                       | Album Charts | Album Charts | Album Charts |
| Anno | Titolo                       | GER          | AUT          | CH           |
| ---- | ---------------------------- | ------------ | ------------ | ------------ |
| 2006 | Blackout (con Bizzy Montana) | 69           | -            | -            |

### MixTape
| Anno | Titolo               | Album Charts | Album Charts | Album Charts |
| Anno | Titolo               | GER          | AUT          | CH           |
| ---- | -------------------- | ------------ | ------------ | ------------ |
| 2006 | Suchen & Zerstören   | 50           | -            | -            |
| 2010 | Suchen & Zerstören 2 | -            | 36           | -            |

### Sampler
| Anno | Titolo                                               | Posizione massima | Posizione massima | Posizione massima | Nota |
| Anno | Titolo                                               | GER               | AT                | CH                | Nota |
| ---- | ---------------------------------------------------- | ----------------- | ----------------- | ----------------- | --- |
| 2006 | Ersguterjunge Sampler 1 - Nemesis                    | 4                 | 26                | 64                | |
| 2006 | Ersguterjunge Sampler 2 - Vendetta                   | 7                 | 20                | 84                | Dal 2010 non può più essere distribuito e venduto per violazioni dei diritti d'autore. vendite: +100.000 |
| 2007 | Ersguterjunge Sampler 3 - Alles Gute kommt von unten | 8                 | 15                | 16                | |

### Singoli
| Anno | Titolo                                             | Singoli Charts | Singoli Charts | Singoli Charts |
| Anno | Titolo                                             | GER            | AUT            | CH             |
| ---- | -------------------------------------------------- | -------------- | -------------- | -------------- |
| 2006 | Ich komme                                          | -              | -              | -              |
| 2006 | Macht was ihr wollt (con Bizzy Montana)            | -              | -              | -              |
| 2006 | Nemesis (con Bushido, D-Bo, Baba Saad & Billy)     | -              | -              | -              |
| 2006 | Vendetta (con Bushido & Eko Fresh)                 | 32             | 53             | -              |
| 2007 | Eure Kinder (feat. Bushido)                        | 25             | 51             | -              |
| 2007 | Sollten alle untergehen                            | 72             | -              | -              |
| 2007 | Alles Gute kommt von unten (con Kay One & Bushido) | 57             | 68             | -              |
| 2008 | Unter der Sonne (feat. Bushido)                    | 38             | 54             | -              |
| 2010 | Monster                                            | -              | -              | -              |
| 2011 | Salem II                                           | -              | 69             | -              |

### Altre Pubblicazioni
- 2005: Der Sandmann (Bushido feat. Baba Saad & Chakuza) ---> Staatsfeind Nr. 1 (Album)
- 2005: Mein Leben lang (Bushido feat. Chakuza) ---> Staatsfeind Nr. 1 (Album)
- 2005: Chakuza ---> (Freetrack)
- 2005: Hand im Feuer ---> (Freetrack)
- 2005: Es ist mehr ---> (Freetrack)
- 2005: Sieh mich an ---> (Freetrack)
- 2006: Glaub an dich (Baba Saad feat. Chakuza) ---> Das Leben ist Saad (Album)
- 2006: Kein Ausweg (Bushido feat. Chakuza & Bizzy Montana) ---> (Freetrack)
- 2007: Heile Welt (Bushido feat. Chakuza) ---> 7 (Album)
- 2007: Was wollt ihr ---> (Freetrack)
- 2007: Geben & Nehmen (Nyze feat. Bushido & Chakuza) ---> Geben & Nehmen (Album)
- 2008: Hass (Bushido feat. Chakuza) ---> Heavy Metal Payback (Album)
- 2008: N.T.M. (Raf Camora feat. Chakuza & Joshimizu)
- 2008: Crank That Remix (Soulja Boy feat. Chakuza)
- 2008: Alarmsignal ---> (Freetrack)
- 2008: Behind Blue Eyes (feat. Bizzy Montana) ---> (Freetrack)
- 2008: MySpace Exclusive (feat. Bizzy Montana) ---> (Freetrack)
- 2008: Paparazi (Raf Camora feat. Chakuza) ---> (Freetrack)
- 2008: Beatlefield Allstars Part 2 (D-Bo feat. Raf Camora, Chakuza, Bizzy Montana, Pireli & Sonik Boom) ---> (Freetrack)
- 2008: Stunde Null (Bizzy Montana feat. Chakuza) ---> M.A.D.U. 2 - Mukke aus der Unterschicht 2 (Album)
- 2008: Für das Volk (Tarééc feat. Chakuza)
- 2009: Össi ö (Nazar feat. Chakuza & Raf Camora) ---> Paradox (Album)
- 2009: Wir sind Helden (Bizzy Montana feat. Chakuza) ---> M.A.D.U. 3 - Mukke aus der Unterschicht 3 (Album)
- 2009: Ghetto Boyz (Mac Tyer  feat. Chakuza) ---> (Freetrack)
- 2009: Bitte Guck nicht (feat. D-Bo & Raf Camora) ---> (Freetrack)
- 2009: Falling Down ---> (Freetrack)
- 2009: Nächster Stopp Zukunft (Raf Camora feat. Chakuza)
- 2009: Jungle Drum Mix ---> (Freetrack)
- 2009: Le Lavage De Cerveau (Chakuza & Tunisiano)
- 2009: Schmutzig und roh (feat. David Asphalt) ---> (Freetrack)
- 2010: Weg eines kriegers (feat. Bizzy Montana) ---> Zeiten Ändern Dich (Album / Bonus Track)
- 2010: 3 Generäle (Nazar & Raf Camora feat. Chakuza)
- 2010: Ikarus (feat. David Asphalt) ---> (Freetrack)
- 2010: Das allerletzte Mal (feat. Raf Camora) ---> (Freetrack)
- 2010: Wir gehen die Wände hoch  (feat. Sonnik Boom) ---> (Freetrack)
- 2010: BF Anthem ---> (Freetrack)
- 2010: Kopfghetto (Manuellsen feat. Chakuza & KC Rebell)
- 2010: Meine Stadt (Nazar feat. Chakuza, Kamp & Raf Camora)
- 2010: Boden der Tatsachen (Joka feat. Raf Camora, Chakuza & Nazar) ---> Jokamusic (Album)
- 2010: Hiphop.de-Exclusive (feat. David Asphalt) ---> (Freetrack)
- 2010: Eines Tages ---> (Freetrack)
- 2010: Die Nach-der-Tour-Depression (David Asphalt feat. Chakuza) ---> (Freetrack)
- 2010: Halt die Fresse ---> (Freetrack)
- 2011: Ready or Not (Marc Reis feat. Chakuza) ---> Pegasus Projekt  (Album)
- 2011: Cash, Money (Bizzy Montana feat. Chakuza) ---> Ein Hauch von Gift  (Album)
- 2011: Gebrochene Flügel (KC Rebell feat. Chakuza & Moe Phoenix) ---> Derdo Derdo (Album)
- 2011: Hör' auf die Melodie (Baba Saad feat. Chakuza) ---> Halunke (Album)
- 2012: Decke ---> (Freetrack)
- 2013: Hurrikan ---> (Freetrack)